# Cosmologia quântica
A cosmologia quântica é a tentativa da física teórica de desenvolver uma teoria quântica do universo. Essa abordagem tenta responder a questões abertas da cosmologia física clássica, particularmente aquelas relacionadas às primeiras fases do universo. A cosmologia quântica combina o "Quantum" que é a teoria dos estados físicos totalmente pequenos e a "Cosmologia" que é o estudo dos totalmente grandes tomando em consideração o período quando no universo primitivo, o universo inteiro, era muito menor que a menor partícula.